# Готт Володимир Свиридонович
Володимир Свиридонович Готт (нар. 20 вересня 1912, місто Харбін, Маньчжурія, тепер Китайська Народна Республіка — 2 червня 1991, місто Москва, Російська Федерація) — радянський діяч, фізик і філософ, керівник лекторської групи ЦК КП(б)У, секретар Одеського обласного комітету КПУ. Кандидат фізико-математичних наук (1940), доктор філософських наук (1962), професор.

## Життєпис
Народився 7 (20) вересня 1912 року в місті Харбіні (Маньчжурія).
У 1935 році закінчив Харківський механічно-машинобудівний інститут. Потім закінчив аспірантуру Українського фізико-технічного інституту в Харкові. 
Член ВКП(б) з 1939 року.
У 1939 — лютому 1940 року — 1-й секретар Кагановичського районного комітету ЛКСМУ міста Харкова.
З лютого по вересень 1940 року — секретар Харківського обласного комітету ЛКСМУ із пропаганди.
У 1940 році захистив кандидатську дисертацію «Методи отримання великих іонних струмів».
У 1941 році навчався у Вищій партійній школі при ЦК ВКП(б).
У 1941—1942 роках — секретар ЦК ЛКСМ Узбекистану в місті Ташкенті.
У 1942—1944 роках — завідувач відділу пропаганди Наманганського міського комітету КП(б) Узбекистану, завідувач відділу пропаганди Наманганського обласного комітету КП(б) Узбекистану.
З квітня 1944 року — заступник завідувача відділу пропаганди та агітації Херсонського обласного комітету КП(б) України.
У жовтні 1944—1948 роках — керівник лекторської групи ЦК КП(б)У в місті Києві.
У грудні 1948 — грудні 1950 року — заступник завідувача відділу пропаганди і агітації ЦК КП(б)У та науковий співробітник Інституту філософії Академії наук Української РСР.
У грудні (затв.) 1950 — січні 1955 року — секретар Одеського обласного комітету КПУ з питань пропаганди.
У 1954—1957 роках — помічник 1-го заступника голови Ради міністрів СРСР.
У 1957—1958 роках — завідувач відділу діалектичного та історичного матеріалізму Московського інженерно-фізичного інституту.
У 1958—1960 роках — заступник директора з наукової роботи Інституту філософії Академії наук Української РСР.
У 1960—1985 роках — завідувач кафедри філософії Московського інженерно-фізичного (педагогічного) інституту.
У 1962 році захистив докторську дисертацію «В.І. Ленін і деякі філософські питання сучасної фізики».
Одночасно в 1970—1991 роках — головний редактор журналу «Философские науки» в Москві.
У 1985—1991 роках — професор кафедри філософії Академії суспільних наук при ЦК КПРС.
Помер 2 червня 1991 року в Москві.

## Основні праці
- Два світи — дві моралі. К., 1959
- В. І. Ленін і сучасна фізика. К., 1960
- Философские вопросы современной физики. М., 1967
- Философские проблемы современного естествознания. М., 1974
- Диалектика развития понятийной формы мышления: Анализ становления различных понятийных форм. М., 1981 (співавт.)
- Философия и прогресс физики. М., 1986 (співавт.)

## Нагороди
- два ордени Трудового Червоного Прапора
- орден «Знак Пошани» (23.01.1948)
- медаль «За оборону Москви»
- медаль «За перемогу над Німеччиною у Великій Вітчизняній війні 1941—1945 рр.» (1945)
- медаль «За доблесну працю у Великій Вітчизняній війні 1941—1945 рр.» (1945)
- медаль «За доблесну працю. В ознаменування 100-річчя з дня народження Володимира Ілліча Леніна»
- медаль «30 років перемоги у Великій Вітчизняній війні 1941—1945 рр.»
- медаль «40 років перемоги у Великій Вітчизняній війні 1941—1945 рр.»
- медаль «Ветеран праці»
- Заслужений діяч науки РРФСР (1970)